# Brazil Juniors 2019
Die Brazil Juniors 2019 fand als bedeutendstes internationales Nachwuchsturnier von Brasilien im Badminton vom 28. bis zum 31. März 2019 in Americana statt.

## Sieger und Platzierte
| Disziplin    | Gold                           | Silber                            | Bronze                            |
| ------------ | ------------------------------ | --------------------------------- | --------------------------------- |
| Herreneinzel | Willian Guimarães              | Nicolas Oliva                     | Rafael Faria                      |
| Herreneinzel | Willian Guimarães              | Nicolas Oliva                     | Juan Ignacio Seguí                |
| Dameneinzel  | Jaqueline Lima                 | Tamires Santos                    | Iona Gualdi                       |
| Dameneinzel  | Jaqueline Lima                 | Tamires Santos                    | Sânia Lima                        |
| Herrendoppel | Rafael Faria Willian Guimarães | Gustavo Aquino Messias Roni Silva | Sebastian Contró Mateo Maira      |
| Herrendoppel | Rafael Faria Willian Guimarães | Gustavo Aquino Messias Roni Silva | Julio César González Vera Leo Lee |
| Damendoppel  | Jaqueline Lima Sânia Lima      | Luanna Capuli Munnyk Laia         | Eucaris Dugarte Rossiry García    |
| Damendoppel  | Jaqueline Lima Sânia Lima      | Luanna Capuli Munnyk Laia         | Vitória Brunetti Tamires Santos   |
| Mixed        | Willian Guimarães Sânia Lima   | Mateo Maira Iona Gualdi           | Gabriel Cury Tamires Santos       |
| Mixed        | Willian Guimarães Sânia Lima   | Mateo Maira Iona Gualdi           | Matheus Diniz Luanna Capuli       |